# Cuyubini
Tigre je rijeka u Venezueli. Pritoka je rukavca Rio Grande u delti rijeke Orinoco.